# Бобівникові
Бобівникові (Menyanthaceae) — родина трав'янистих рослин порядку айстроцвіті (Asterales). В Україні зростають види бобівник трилистий (Menyanthes trifoliata) і плавун щитолистий (Nymphoides peltata).

## Опис
Це багаторічні кореневищні рослини. Листя чергове, просте або трійчасте, ціле або з цілими листовими фрагментами, без прилистків, краї листків гладкі. Листя може бути мономорфним або диморфним. Квіти можуть розташовуватися в різного виду суцвіттях або поодиноко. Квітка: чашолистків 5, пелюсток 5 (білих, рожевих або жовтих, з бахромою), тичинок 5; запилення комахами. Плодами можуть бути м'ясисті чи не м'ясисті капсули або ягоди. Насіння розміром від 0,4 до 5,2 мм.

## Поширення
Поширені по всьому світі крім полярних та пустельних регіонів. Menyanthes і Nephrophyllidium ростуть тільки в північній півкулі, Liparophyllum і Villarsia — лише в південній півкулі, Nymphoides — космополіт. Це напівводні, водні або болотні трави. Культивуються як декоративні садові рослини. Кілька видів унаслідок стали натуралізованими або інвазивними.

## Галерея

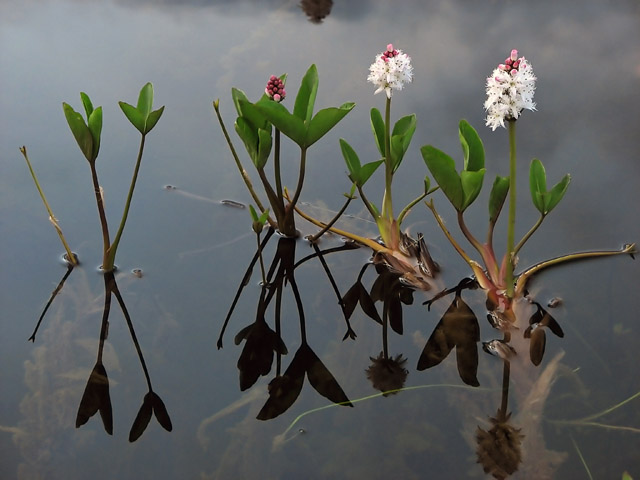
Menyanthes trifoliata
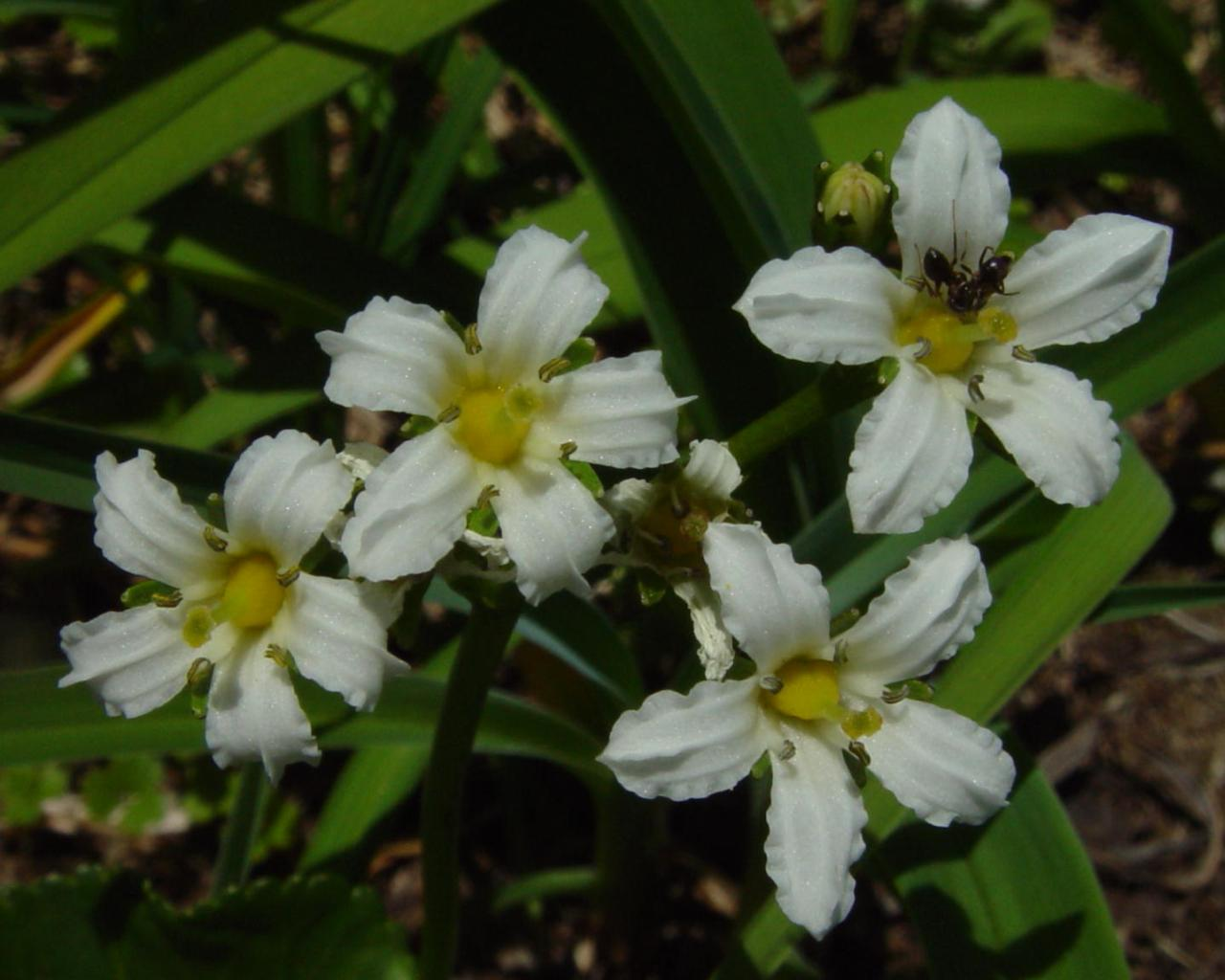
Nephrophyllidium crista-galli
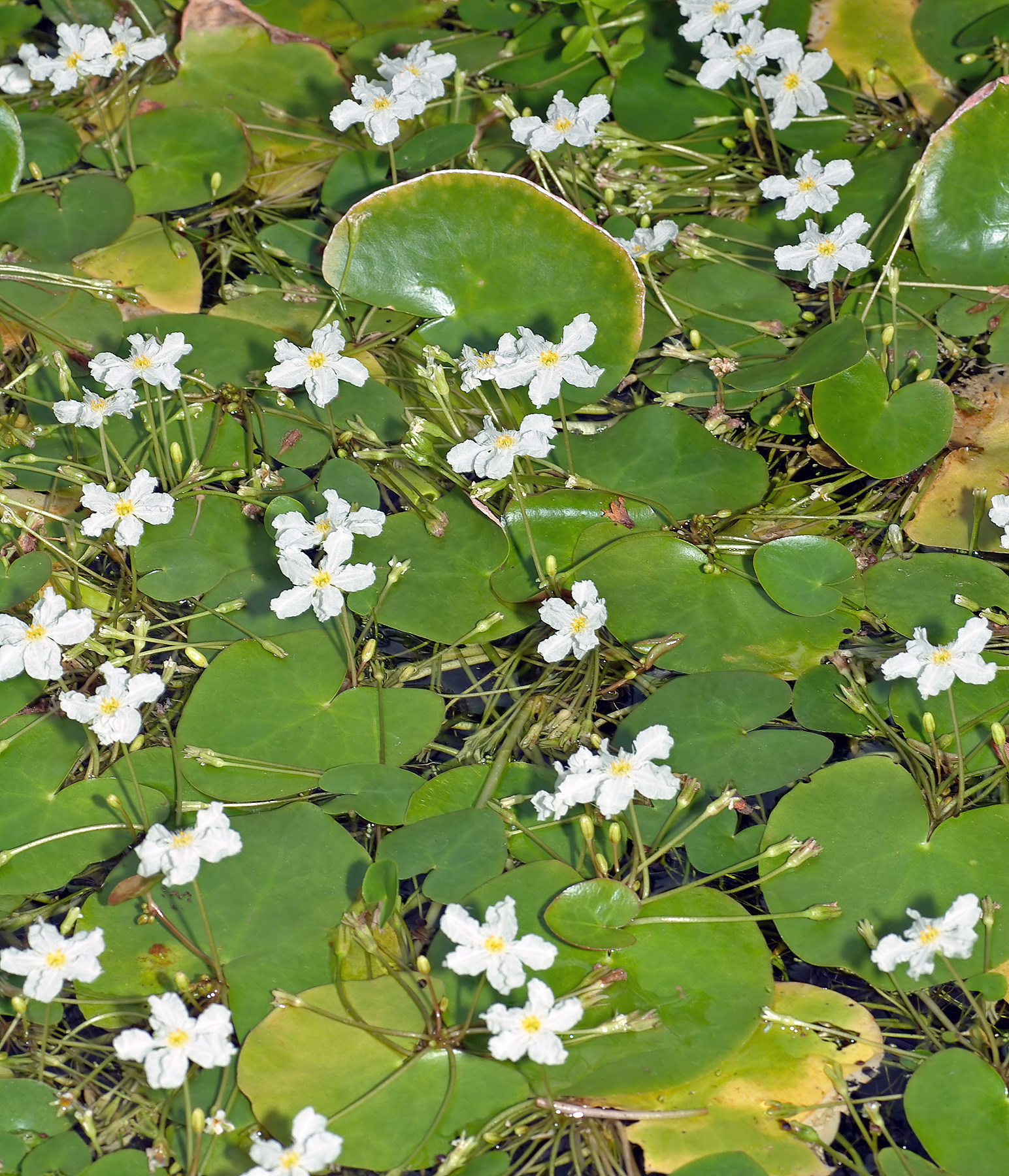
Nymphoides ezannoi
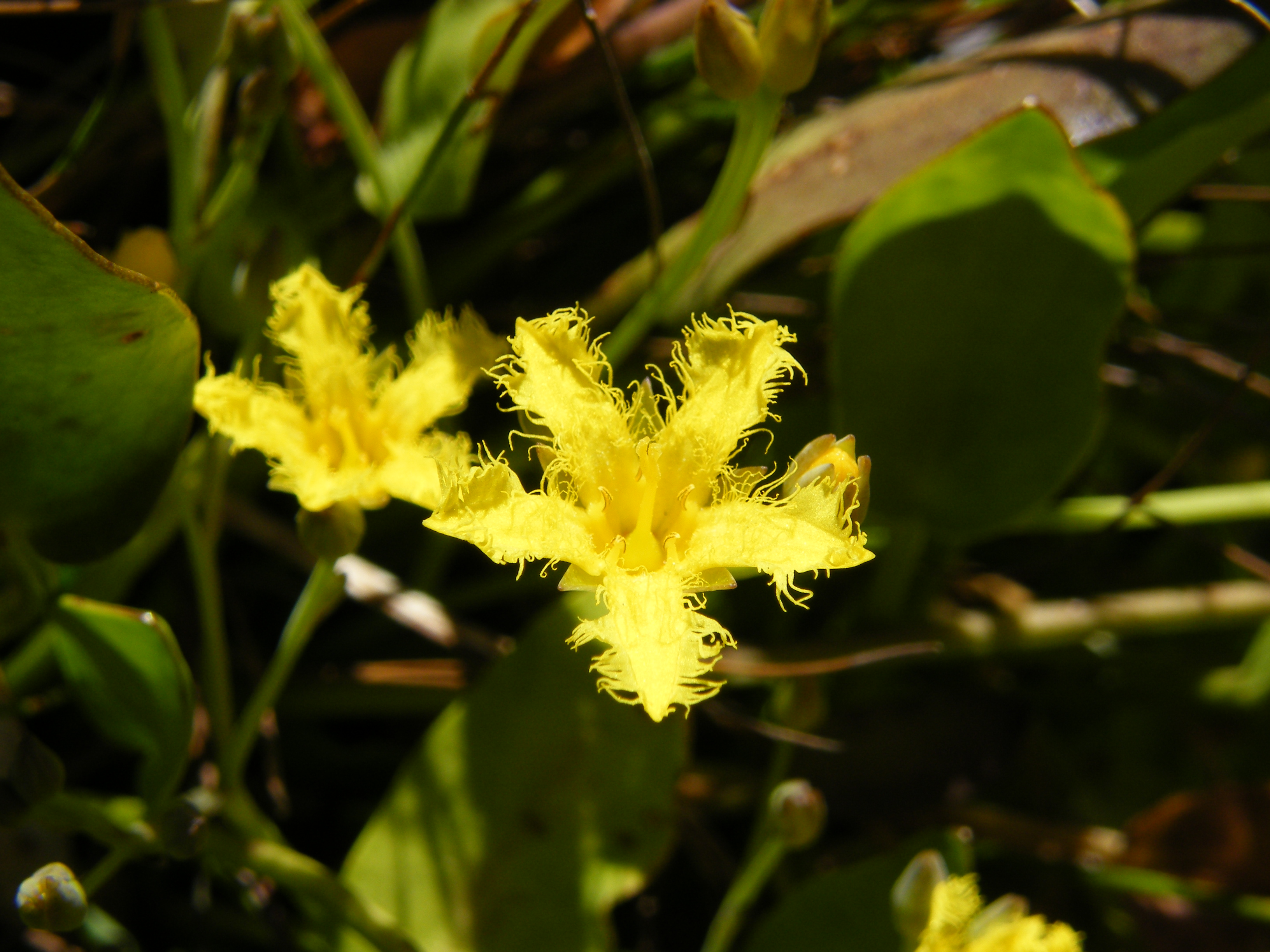
Villarsia capensis